# Sofi Marinova
Sofi Marinova (oprindeligt Sofiya Marinova Kamenova, født 5. december 1975) er en bulgarsk sanger af roma-oprindelse. Hun repræsenterede Bulgarien ved Eurovision Song Contest 2012.